# James Spader
James Spader, ameriški igralec, * 7. februar 1960.
Spader je najbolj poznan po ekscentričnih vlogah v filmih Lepotica v rožnatem, Seks, laži in videotrakovi, Crash, Zvezdna vrata in Tajnica ter po upodobitvi dinamičnega odvetnika Alana Shora v serijah Praksa in Zvezde na sodišču.

## Filmske in TV-vloge
- Neskončna ljubezen (1981)
- The New Kids (1985)
- Starcrossed (1985) (made for TV)
- Tuff Turf (1985)
- Lepotica v rožnatem (1986)
- Baby Boom (1987)
- Manj kot nič (1987)
- Mannequin (1987)
- Wall Street (1987)
- Rdeči dež (1988)
- The Rachel Papers (1989)
- Seks, laži in videotrakovi (1989)
- Smrtonosni vpliv (1990)
- Bela palača (1990)
- Barve resnice (1991)
- Bob Roberts (1992)
- Storyville (1992)
- The Music of Chance (1993)
- Dream Lover (1994)
- Volk (1994)
- Zvezdna vrata (1994)
- Dva dneva v Los Angelesu (1996)
- Trk (1996)
- Poti v Tulso (1997)
- Driftwood (1997)
- Critical Care (1997)
- Spletkarska duhova (1999)
- Supernova (2000)
- Puščavski obračun (2000)
- Lovec (2000)
- Zaupno o seksu (2001)
- The Stickup (2001)
- Tajnica (2002)
- I Witness (2003)
- Lovec na vesoljce (2003)
- The Pentagon Papers (2003)
- Senca strahu (2004)
- Praksa (2003–2004)
- Zvezde na sodišču (2004–2008)
- Discovery Atlas: China Revealed (2006)
- Shorts (2009)
- Pisarna (2011)
- Lincoln (2012)
- Črni seznam (2013)

## Nagrade in nominacije
- 3 emmyji (2004 - Praksa, 2005 in 2007 - Zvezde na sodišču) in 1 nominacija (2008 - Zvezde na sodišču) v kategoriji Najboljši glavni igralec v dramski seriji

- nominacija za zlati globus (2005 - Zvezde na sodišču) v kategoriji Najboljši igralec v dramski seriji

- nagrada satellite (2006 - Zvezde na sodišču) in nominacija (2005 - Zvezde na sodišču) v kategoriji Najboljši igralec v seriji, komediji ali mjuziklu ter nominacija za nagrado golden satellite (2005 - Zvezde na sodišču) v kategoriji Najboljši igralec v dramski seriji

- 4 nominacije za nagrado Ameriškega združenja igralcev (Screen Actors Guild) (2006, 2007, 2008, 2009) - Zvezde na sodišču v kategoriji Izredni performans igralca v dramski seriji ter 4 nominacije skupaj s celotno zasedbo serije v kategoriji Izredni performans igralske zasedbe v dramski seriji, prav tako za Zvezde na sodišču